# إيزالكو (بركان)
إيزالكو هو بركان طبقي نشط يقع غرب السلفادور. وهو أحد الـ20 بركاناً في دولة السلفادور